# 查氏鈎鯰
查氏鈎鯰，為輻鰭魚綱鯰形目甲鯰科的其中一種，為熱帶淡水魚，分布於中美洲巴拿馬運河區淡水流域，體長可達19.5公分，棲息在底層水域，生活習性不明。

## 扩展阅读
維基物種上的相關：查氏鈎鯰